# ديفيد كيتا
ديفيد كيتا (بالفرنسية: David Keita)‏ (مواليد 18 أبريل 1980) هو سبّاح مالي، مثّل بلاده في الألعاب الأولمبية الصيفية 2004.

## روابط خارجية
ديفيد كيتا على موقع الاتحاد الدولي للسباحة (الإنجليزية)
- ديفيد كيتا على موقع أوليمبيديا (الإنجليزية)